# Уве Амплер
Уве Амплер (нім. Uwe Ampler, 11 жовтня 1964) — німецький велогонщик.
Олімпійський чемпіон 1988 року в роздільній командній гонці.
Чемпіон світу з велоперегонів на шосе 1986 року в аматорській груповій шосейній гонці.